# Enhjørningens hemmelighed
Enhjørningens hemmelighed (fransk originaltitel Le Secret de la Licorne) er det elvte album i tegneserien om Tintins oplevelser. Det er skrevet og tegnet af den belgiske tegneserieskaber Hergé og blev udgivet i 1943. Det er den første del af to, hvor den anden er Rackham den Rødes skat, der udkom året efter.
Albummet handler om den unge reporter Tintin, hans hund Terry og hans gamle ven kaptajn Haddock, der opdager en gåde som Haddocks forfader, sir Francis Haddock, har efterladt og som kan lede dem til piraten Rackham den Rødes skat. For at løse gåden skal de få fat i tre identiske modelskibe af sir Francis Haddocks skib Enhjørningen, men opdager at nogle kriminelle også er ude efter dem, og er villige til at dræbe for at få fat i dem.
Dele af historien blev første gang udgivet på dansk i seriebladet Kong Kylie nr. 31–40,  1955. På grund af bladets lukning blev de sidste 40 sider forkortet til 4 sider, og slutningen blev ændret, fordi fortsættelsen Rackham den Rødes skat ikke blev udgivet.

## Nogle franske udgaver
- 1942-1942: Les aventures extraordinaires de Tintin et Milou, fortsat serie i Le Soir 11. juni 1942 – 14. januar 1943.[2][3]
- 1944: Le secret de la Licorne, fortsat serie i Cœurs Vaillants nr. 8, 19. marts 1944[4] – nr. 17, 6. august 1944.[5] Uafsluttet.
- 1943: Les aventures de Tintin – Le secret de la Licorne, album fra Casterman. 62 tegneseriesider i farver.[6]

## Danske udgaver
Føljetoner
- 1955: Enhjørningen"s hemmelighed. Fortsat serie i Kong Kylie nr. 31, fredag 29. juli 1955 – nr. 40, fredag 30. sept. 1955. Stærkt forkortet.
- 1961: Eenhjørningens hemmelighed. Fortsat serie i Politiken nr. 255, fredag 16. juni 1961 – nr. 33, torsdag 2. november 1961.
- 1968: „Enhjørningen“s hemmelighed. Fortsat serie i fart og tempo nr. 14, fredag 5. april 1968 – nr. 31, fredag 2. august 1968.
- 1979-1980: 'Enhjørningen's hemmelighed. Fortsat serie i Politiken nr. 202, søndag 29. april 1979 – nr. 269, søndag 29. juni 1980.
- 1980-1982: »Enhjørningen«s hemmelighed. Fortsat serie i Århus Stiftstidende søndag 29. juni 1980 – søndag 17. januar 1982.
- ca. 1981: »Enhjørningen«s hemmelighed. Fortsat serie i Billed-Bladet.

Album
- 1960: Tintins oplevelser nr. 11 (gammel standardudgave). „Enhjørningen”s hemmelighed. Illustrationsforlaget. Genoptryk har ISBN 87-562-0054-4.[7]
- 1982: Tintins oplevelser (dobbeltbind) „Enhjørningen”s hemmelighed & Rackham den Rødes skat med ekstramateriale. Totalt 160 sider, indbundet. ISBN 87-562-2146-0.[8]
- 1989: Albumklubben Comics nr. 36. Tintin: „Enhjørningen”s hemmelighed. ISBN 87-7708-051-3.[9]
- 2006: Tintins oplevelser (retroudgave). »Enhjørningen«s hemmelighed. 2. udgave. Carlsen Comics, ISBN 978-87-626-7789-0. Fra 2. oplag, 2012, Cobolt, ISBN 978-87-7085-280-7.[10]
- 2008: Tintins oplevelser nr. 11 (minicomics). »Enhjørningen«s hemmelighed. Carlsen, ISBN 978-87-626-0540-4.[11]
- 2011: Tintins oplevelser (ny standardudgave). »Enhjørningen«s hemmelighed. Cobolt, ISBN 978-87-7085-437-5.[12]
- 2012: Tintins oplevelser (gigantudgave). »Enhjørningen«s hemmelighed. Cobolt, ISBN 978-87-7085-482-5.[13]